# Snögubbe

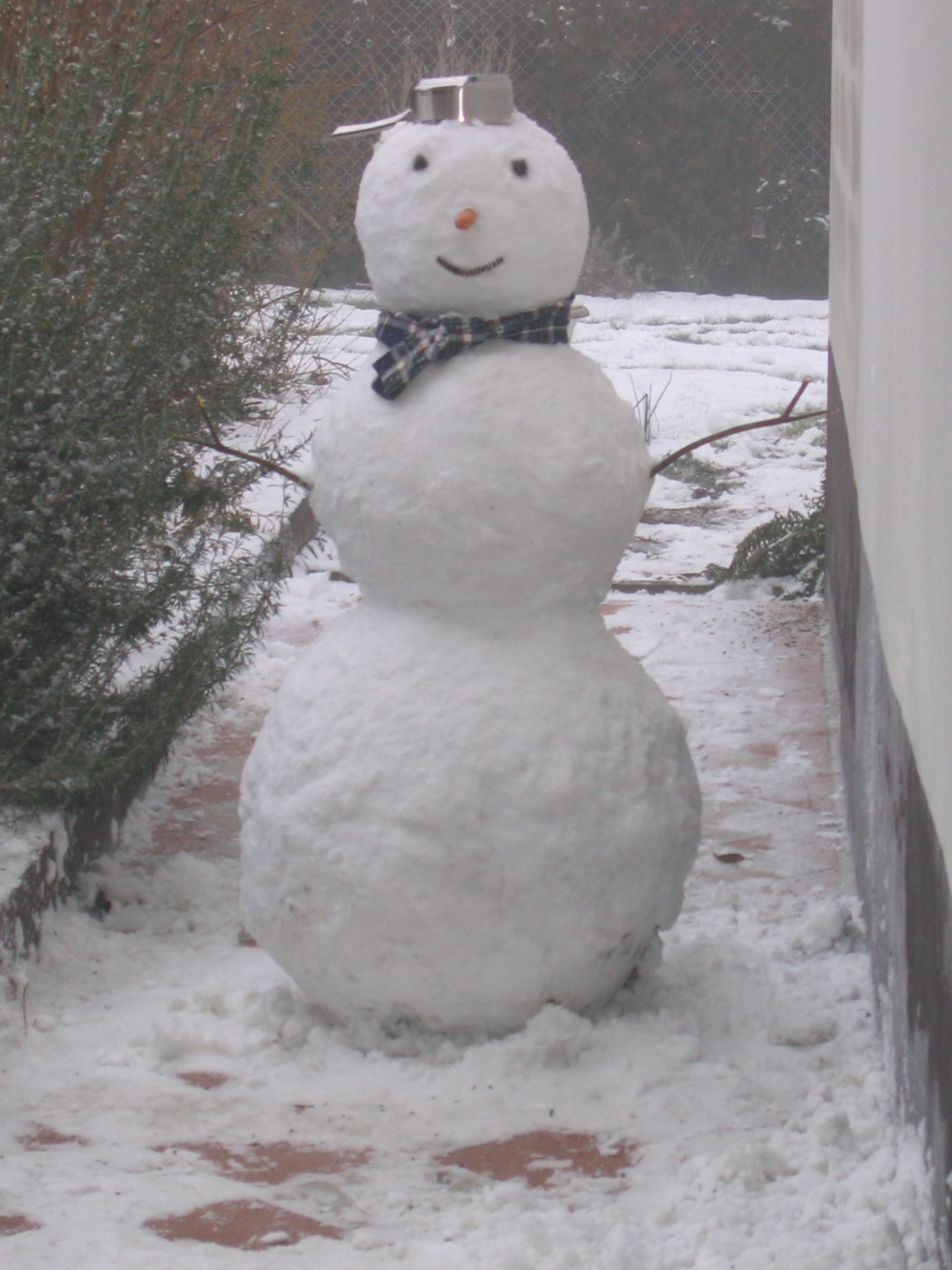
Snögubbe.

En snögubbe eller snögumma är en skulptur gjord av snö, vanligen byggd av barn, men det förekommer även att vuxna bygger snögubbar. Namnet kommer av att den utseendemässigt påminner om en människa.
En traditionell snögubbe tillverkas av kramsnö och är uppbyggd av tre snöklot i fallande storlek, staplade lodrätt på varandra så att det minsta är överst och det största underst. Det minsta är snögubbens huvud och kan förses med olika attribut för att betona detta; en morot som näsa, små stenar som markerar mun och ögon, en halsduk, en hatt eller mössa är vanligt förekommande. Det mellersta klotet kan förses med armar av kvistar och knappar av stenar. Det understa klotet brukar inte få några särskilda attribut.
Man kan även göra andra figurer än vagt människopåminnande. Lite mer avancerade figurer kallas vanligen snöskulpturer.
Ordet "snögubbe" är belagt i svenska språket sedan 1804.

## Snögubbar i populärkulturen

### Sånger om snögubbar
- Frosty the Snowman

### Filmer om snögubbar
- Snögubben (film)
- Frost